# スティーブンス川
スティーブンス川（スティーブンスがわ、英語: Stephens Creek）は、ウィラメット川の支流で、全長3.2キロメートル (2 mi) の流路すべてがアメリカ合衆国オレゴン州ポートランド市内に収まっている。ヒルズデール地区に水源があり、宅地や商業地区が広がる狭間に散在する森や公園を縫うように東へと流れ、セルウッド橋の少し北でウィラメット川に合流する。その流れは州間高速道路5号線の下をくぐり、サウスウェスト・テイラーズ・フェリー通り沿いに峡谷を下っていく。ウィラメット川との合流点には、サウス・ポートランド・リバーバンクと呼ばれる自然地域の一角を占める、ウィラメット・ムーアレッジ公園が広がっている。この自然地域には、これ以外にバタフライ公園やウィラメット公園などの公有地が含まれている
水源の近くのサウスウェスト・バーサ通りとサウスウェスト・チェスナット道路との交差点付近に、面積1.37-ヘクタール (3.38-エーカー) の自然保護区、スティーブンス・クリーク自然公園がある。この公園は市街地の中でオープンスペースと動植物の避難所の役割を果たしている。下流域ではポートランド市環境局と協賛団体が、合流点近くで良く観察されるキングサーモンなどの絶滅危惧種の生息域を改善する活動を2008年に完了している。
ステファン川水源計画は2007年に完了した。「グリーン・ストリート」と名付けられた革新的な社会実験を通じて、スティーブンス川の水源域はバイオスウェイルの設置によって改善がもたらされた。バイオスウェイルとは、道路わきに設けられた人工的な湿地状の排水路で、アスファルトの上に降った雨水を受け止めると、水路上に配置された岩や在来植物が流れを緩やかにする。やがて水は人造の湿地帯に流れ込み、そこで汚染物質を取り除かれながら地下へと浸透していく。この緩衝施設により降水時の川の流れも緩やかになる。これは地元住民とポートランド市が共同で行ったプロジェクトであった。